# 허건엽
허건엽(許建燁, 1993년 7월 24일 ~ )은 오스트레일리안 베이스볼 리그 질롱 코리아의 투수이다.

## 아마추어 시절
제65회 청룡기 전국고교야구 선수권대회에서 효천고등학교를 상대로 완봉승을 거뒀으며 제63회 황금사자기 전국고교야구대회에서 임찬규를 상대로 승리 투수가 됐다. 가장 큰 장점은 묵직한 직구를 바탕으로 상대 타선을 윽박지를 수 있다는 데에 있다. 힘이 있다보니 직구 평균 구속이 140km 중반에서 형성된다. 또 볼넷 비율이 낮기 때문에 상대 타자의 출루를 막는데 효과적이다.

## 한국 프로야구 시절

### SK 와이번스시절
2012년 신인 드래프트에서 4라운드 전체 34순위로 지명받았다.

### 상무 야구단시절
2014년에 입단하였다.

### SK 와이번스복귀
2016년에 복귀하였다.

## 호주 프로야구 시절

### 질롱 코리아시절
2018년에 입단하였다. 1시즌 동안 마무리투수로 뛰었다.

## 출신 학교
- 도산초등학교
- 포항제철중학교
- 포항제철공업고등학교

## 통산 기록
| 연도 | 팀명  | 평균자책점 | 경기 | 완투 | 완봉 | 승 | 패 | 세 | 홀 | 승률 | 타자 | 이닝 | 피안타 | 피홈런 | 볼넷 | 사구 | 탈삼진 | 실점 | 자책점 |
| ---- | ----- | ---------- | ---- | ---- | ---- | -- | -- | -- | -- | ---- | ---- | ---- | ------ | ------ | ---- | ---- | ------ | ---- | ------ |
| 2014 | SK    | 0.00       | 3    | 0    | 0    | 0  | 0  | 0  | 0  | -    | 18   | 5    | 3      | 0      | 2    | 0    | 1      | 0    | 0      |
| 2017 | SK    | 8.64       | 8    | 0    | 0    | 0  | 0  | 0  | 0  | -    | 41   | 8.1  | 15     | 1      | 2    | 0    | 3      | 9    | 8      |
| 통산 | 2시즌 | 5.40       | 11   | 0    | 0    | 0  | 0  | 0  | 0  | -    | 59   | 13.1 | 18     | 1      | 14   | 0    | 4      | 9    | 8      |